# Llengües comecrudo
Les llengües comecrudo són un grup de llengües possiblement relacionades entre si, i parlades a la zona sud de Texas, Estats Units i al nord de Mèxic, al llarg del Riu Grande. El comecrudo és la més coneguda d'elles.
Se sap molt poc sobre aquestes llengües i sobre els pobles que les van parlar. El seu coneixement prové fonamentalment de les llistes de paraules recollides pels missioners i exploradors europeus.
Totes les llengües comecrudo estan  extingides.

## Classificació
Eren tres llengües, actualment extintes:
1. Comecrudo (†) (també conegut com a Mulato o Carrizo) (†)
2. Garza (†)
3. Mamulique (†) (també anomenat Carrizo de Mamulique)

## Relacions genètiques
En la classificació de llengües ameríndies de 1891 de John Wesley Powell, la comecrudo va ser agrupada juntament amb les llengües cotoname i coahuiltec en una família anomenada coahuiltecana.
- John R. Swanton (1915) va ajuntar a les comecrudo, cotoname, coahuiltec, karankawa, tonkawa, atakapa, i maratino en una agrupació coahuiltecana.
- Edward Sapir (1920) va acceptar la proposta de Swanton i va sumar a aquesta hipotètica família coahuiltecana en la seva agrupació de llengües hoka.

Després d'aquestes propostes, va sortir a la llum documentació de les llengües garza i mamulique. Actualment es pensa que les llengües comecrudo no són part de cap dels grans grups esmentats més amunt. Goddard (1979) creu que hi ha prou similitud entre comecrudo, garsa, i mamulique per poder-se considerar genèticament relacionats.